# Stazione di Delémont
La stazione di Delémont è la principale stazione ferroviaria a servizio dell'omonima città svizzera. È gestita dalle Ferrovie Federali Svizzere.